# Pontypool Rugby Football Club
Maillots
Le Pontypool Rugby Football Club est un club professionnel gallois de rugby à XV basé dans la ville de Pontypool. Il est fondé en 1868 et joue dans le Super Rygbi Cymru (en).

## Histoire
Les grandes heures de Pontypool sont les années 1970 et 1980 avec quatre titres. Ray Prosser en est alors l'entraîneur dix-huit années durant à partir de 1969. En 1987-1988, ils remportent 35 matchs sur 36, inscrivant 1011 points. La première ligne redoutée de l'époque est composée de Graham Price, Bobby Windsor et Charlie Faulkner. Elle joue ensemble 19 matchs pour le pays de Galles, perdant seulement à quatre reprises. Ils composent également ensemble la première ligne des Lions britanniques et irlandais dans des matchs de semaine en tournée, mais jamais en test match. D'autre joueurs célèbres du club sont Terry Cobner, David Bishop (en), Jeff Squire, Eddie Butler, Staff Jones, John Perkins et Chris Huish.
En 2024, la fédération galloise lance le Super Rygbi Cymru (en), première compétition professionnelle incluant dix équipes. Appliquée pour la saison 2024-2025, Aberavon en fait partie,. 

## Palmarès
- Vainqueur du Championnat du pays de Galles (non officiel) (10) : 1914, 1921, 1932, 1959, 1973, 1975, 1984, 1985, 1986 et 1988.
- Vainqueur de la Coupe du pays de Galles (1) : 1983.
- Finaliste de la Coupe du pays de Galles (1) : 1991.

## Personnalités du club

### Joueurs célèbres
- Graham Price
- Bobby Windsor
- Charlie Faulkner
- Terry Cobner
- David Bishop (en)
- Jeff Squire
- Eddie Butler
- Staff Jones
- John Perkins
- Chris Huish